# Ostra (Tatry Zachodnie)
Ostra (słow. Ostrá, Ostré, 1764 m n.p.m.) – szczyt w południowej grani Siwego Wierchu w słowackich Tatrach Zachodnich. Znajduje się pomiędzy Małą Ostrą (1710 m), od której oddzielony jest przełęczą Przysłop (1661 m), a Wielką Kopą (1653 m), od której oddziela go płytka i nienazwana przełączka (1640 m). Ostra wznosi się nad trzema dolinami, jest bowiem zwornikiem. W zachodnim kierunku odchodzi od niej długi grzbiet, ciągnący się poprzez przełęcz Suchą Przehybę i Suchy Wierch po grzbiet Suchego Gronia. Grzbiet ten oddziela główny ciąg Doliny Suchej Sielnickiej od jej odnogi – Doliny Guniowej. Wschodnie stoki Ostrej opadają do Doliny Bobrowieckiej Liptowskiej. Jest w nich grzęda oddzielająca Zabijaczny Żleb od Zapacznego Żlebu.
Mający kształt stożka wierzchołek Ostrej porośnięty jest niską kosodrzewiną. Zbudowany jest ze skał osadowych, głównie wapieni i dolomitów. Jest siedliskiem bardzo bogatej flory. Polskim turystom jest to szczyt mało znany. Stanowi dobry punkt widokowy na masyw Salatynów.
Na zboczach od strony Doliny Bobrowieckiej Liptowskiej dopuszczalne jest uprawianie narciarstwa pozatrasowego i skialpinizmu

## Szlaki turystyczne
zielony: rozdroże pod Tokarnią – rozdroże pod Babkami – Babki – Przedwrocie – Siwy Wierch.  Czas przejścia: 4:50 h, ↓ 4  h.

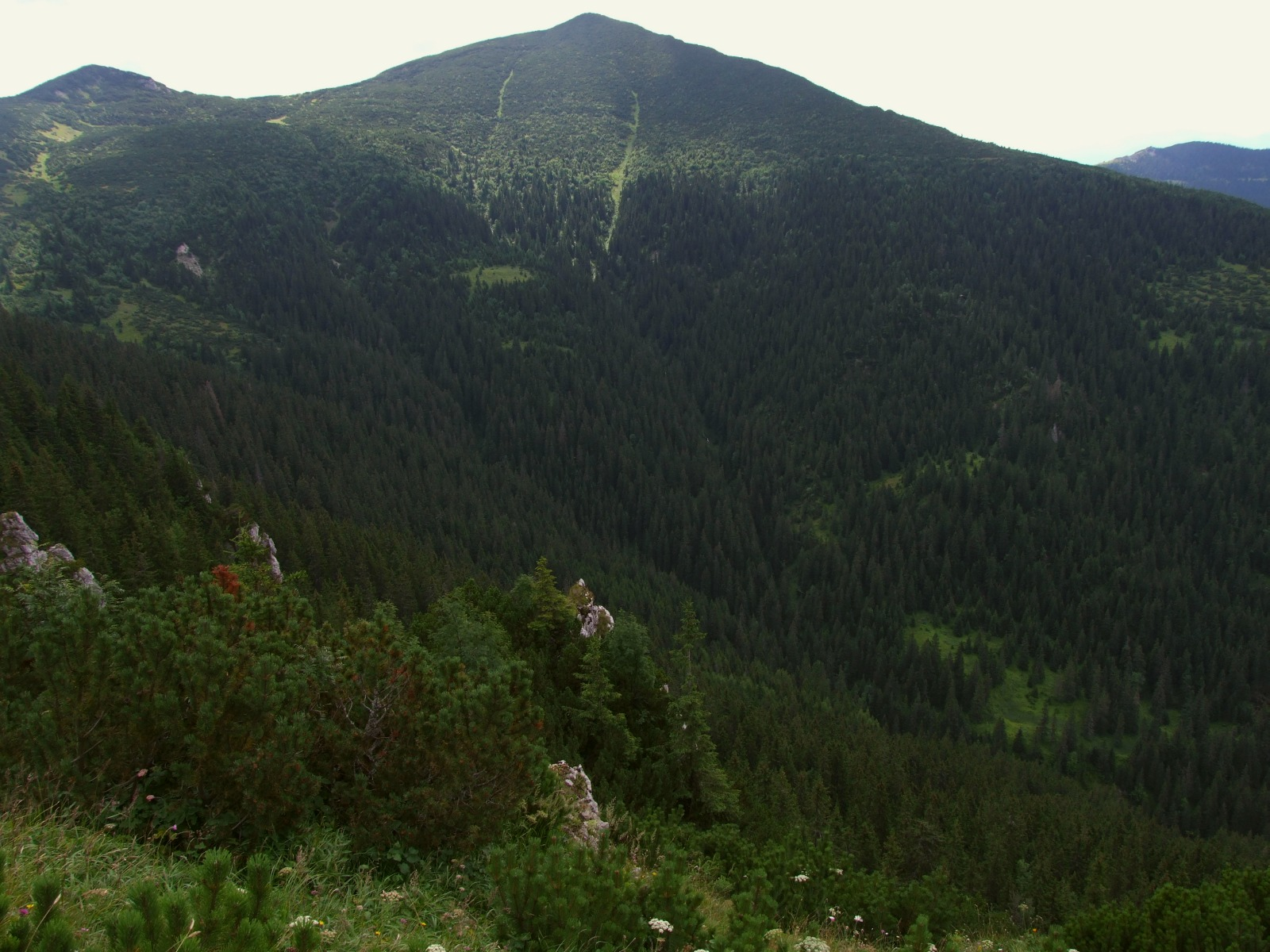
Mała Ostra i Ostra, widok z Siwej Kopy